# Myrmica nebulosa
Myrmica nebulosa är en myrart som beskrevs av Gottfried Novak 1878. Myrmica nebulosa ingår i släktet rödmyror, och familjen myror. Inga underarter finns listade i Catalogue of Life.